# معهد الاستدامة والسلام التابع لجامعة الأمم المتحدة
معهد الاستدامة والسلام التابع لجامعة الأمم المتحدة (يو إن يو-آي إس بّي)، معهد تابع لجامعة الأمم المتحدة (يو إن يو)، ومجمع فكري لمنظومة الأمم المتحدة، يوفر جسرًا بين الأمم المتحدة والأوساط الأكاديمية الدولية ومجتمعات صنع السياسات. يقع معهد الاستدامة والسلام التابع لجامعة الأمم المتحدة في مقر جامعة الأمم المتحدة في طوكيو في اليابان، مع وحدة عاملة في ألمانيا.
يسعى معهد الاستدامة والسلام التابع لجامعة الأمم المتحدة إلى تحقيق فهم وتعزيز أفضل لثلاث قضايا ملحة جدًا على جدول أعمال الأمم المتحدة: التغيير العالمي، والسلام والأمن، والتنمية. يربط عمل المعهد بين هذه الموضوعات الشاملة باستخدام نهج مبتكر للاستدامة، من خلال المبادرات البحثية والتعليمية والتعاونية، بهدف حل المشكلات الحالية وتوقع التحديات المستقبلية.

## نظرة عامة
يلتزم المعهد بصفته معهدًا تابعًا لجامعة الأمم المتحدة، بميثاق جامعة الأمم المتحدة، والمبادئ التوجيهية التي وضعها مجلس جامعة الأمم المتحدة. يعمل معهد الاستدامة والسلام التابع لجامعة الأمم المتحدة بالتعاون مع المعاهد والبرامج الأخرى التابعة لجامعة الأمم المتحدة، وكذلك من خلال العلاقات التعاونية مع الأوساط الأكاديمية العالمية ومجتمعات صنع السياسات. قام المعهد- في سياق الاستدامة والسلام- بما يلي:
- إجراء الأبحاث، والتعهد بالتعليم والتدريب وتنمية القدرات، وتسهيل نشر المعرفة والمعلومات العلمية للأمم المتحدة ووكالاتها، وللباحثين والجمهور.
- توفير الفرص لطلاب الدراسات العليا والخبراء، لفهم أوسع للقضايا ذات الصلة.
- دمج العلوم الطبيعية والعلوم الاجتماعية والإنسانية في نهج متعدد التخصصات يساهم في تطوير أطر السياسات والإجراءات الإدارية على جميع المستويات وتعزيزها.

يقدم معهد الاستدامة والسلام التابع لجامعة الأمم المتحدة برنامج الدراسات العليا؛ ماجستير العلوم في الاستدامة والتنمية والسلام. يعالج هذا البرنامج لمدة عامين القضايا العالمية الملحة من خلال نهج مبتكر متعدد التخصصات يدمج العلوم الطبيعية والعلوم الاجتماعية والإنسانية.

## لمحة تاريخية
بدأ معهد الاستدامة والسلام التابع لجامعة الأمم المتحدة عمله في 1 يناير عام 2009، لإعطاء هوية مؤسسية وصورة مؤسسية للأنشطة الأكاديمية المتكاملة لبرنامجين سابقين لجامعة الأمم المتحدة: برنامج البيئة والتنمية المستدامة، وبرنامج السلام والحوكمة. يجمع المعهد بين نقاط القوة في العلوم الطبيعية والعلوم الاجتماعية والعلوم الإنسانية لهذين البرنامجين السابقين، ويخلق أوجه تآزر متعددة التخصصات، والتي يمكن أن تعالج المشكلات العالمية الملحة لبقاء الإنسان وتنميته ورفاهه بفاعلية أكبر.

## الأبحاث
تتناول الأبحاث التي يقوم بها معهد الاستدامة والسلام التابع لجامعة الأمم المتحدة «المشاكل العالمية التي تهم الأمم المتحدة ووكالاتها بما يخص بقاء الإنسان وتنميته ورفاهه». يطبق معهد الاستدامة والسلام التابع لجامعة الأمم المتحدة نُهُجًا مبتكرة وشاملة لتحديد الحلول المستدامة لمثل هذه المشكلات، وتبادلًا بين منهجيات العلوم الطبيعية والعلوم الاجتماعية من خلال فرق تعمل على مستوى المعهد، وموضوعات شاملة. يُجري المعهد أبحاثًا ذات صلة بالسياسات، مع دمج العناصر الشاملة مثل الأمن البيئي، وحقوق الإنسان، والنوع الاجتماعي، والحوكمة، في المجالات المواضيعية الثلاثة التالية:

### التغيير العالمي والاستدامة
يسعى معهد الاستدامة والسلام التابع لجامعة الأمم المتحدة من خلال التركيز على التغيير العالمي والاستدامة، إلى توضيح فهمنا للتنمية المستدامة والتفاعل بين المكونات المكونة لها: البيئة والمجتمع والاقتصاد.

### الأمن والسلام
يطور معهد الاستدامة والسلام التابع لجامعة الأمم المتحدة أبحاثًا تتناول تهديدات السلام مثل النزاعات العنيفة، وانتهاكات حقوق الإنسان، والجريمة المنظمة، وانتشار الأمراض، وانتشار الأسلحة والإرهاب.

### التعاون الدولي والتنمية
يطور معهد الاستدامة والسلام التابع لجامعة الأمم المتحدة أبحاثًا تتناول التخلف الإنمائي، ونقص التمثيل في صنع القرار، وأوجه عدم المساواة الاقتصادية والاجتماعية داخل الدول وفيما بينها، وعدم كفاية الوصول إلى الموارد والرعاية الصحية والتعليم والعلوم والتكنولوجيا.